# 北永野田站
北永野田站（日语：／ Kita-Naganoda eki */?）是位於鹿兒島縣霧島市霧島永水，屬於九州旅客鐵道（JR九州）的日豐本線車站。本站的海拔為329公尺，是日豐本線在鹿兒島縣內海拔最高的車站。由於大隅線上在本站開業時已設置永野田站，遂加上「北」以作辨識。而本站與鄰站大隅大川原站之間為整條日豐本線海拔最高的地方。本站因周邊鮮有民居，因此使用人數較少。

## 車站構造
此站採用與北俁、五十市及青井岳站相同的簡易式站房。左側為設有膠板的開放式候車室，候車室內設有2張獨立座位式的候車長櫈，中央為開放式出入口及閘口，右端為儲物室。

### 月台

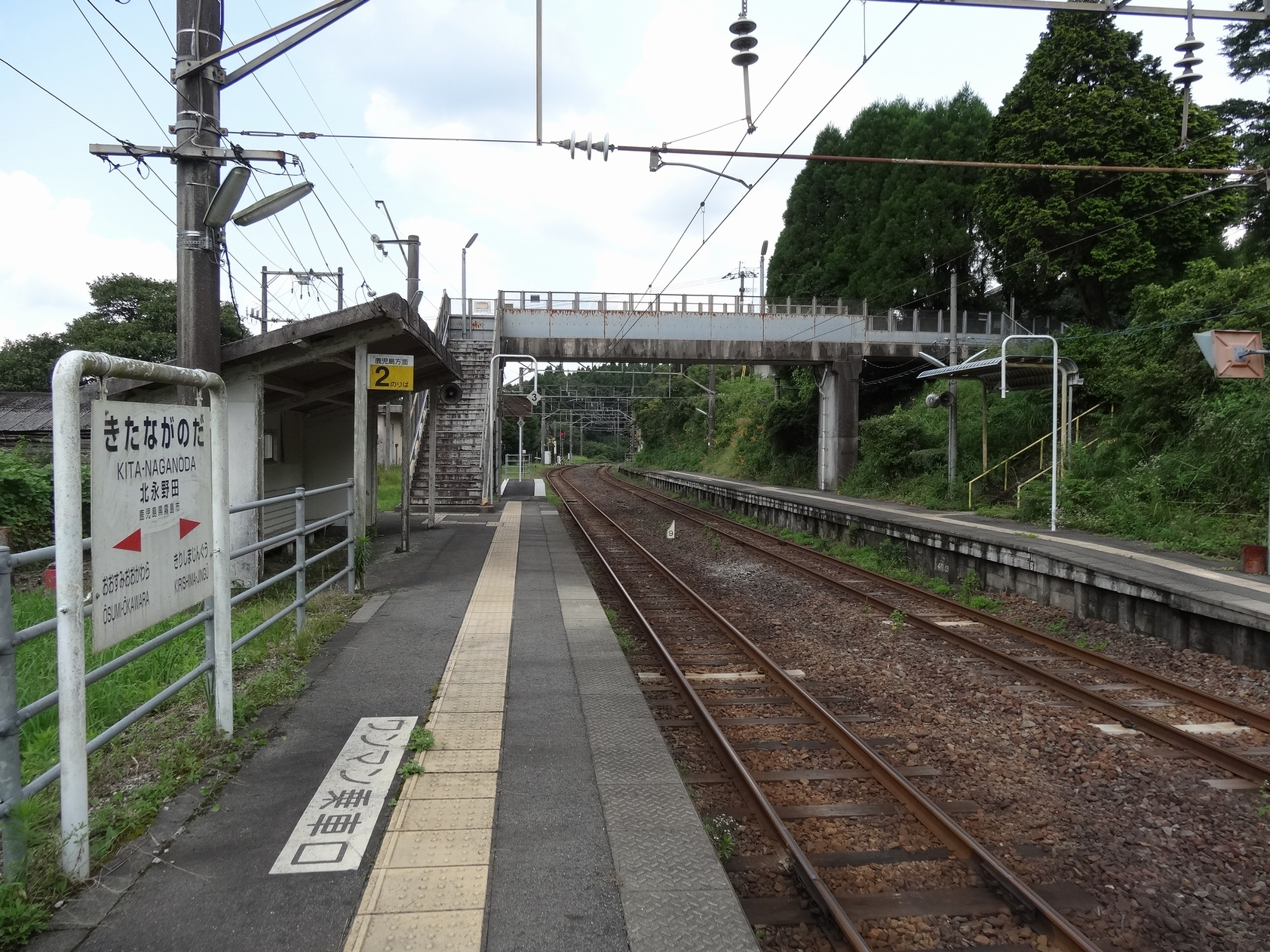
月台(2012年7月)_

站內設有2個側式月台，長約120米，有效長度為6輛。兩邊以行人天橋連接。由於月台建設於被削去的山坡上，因此從站房到1號月台須經過一段下行樓梯才到達。位於對面的2號月台則只需上行數級樓梯便到達天橋面，橫過路軌後再下行到達月台。2號月台因遠離站房，因此在天橋口旁建有一座以木板及鐵皮所搭成的有蓋候車亭。亭內設有一張長櫈。2號月台往鹿兒島方向的盡頭遠處，另建有1座以水泥建成的北永野田繼電器室。
| 月台 | 路線      | 上下行 | 方向           |
| ---- | --------- | ------ | -------------- |
| 1    | ■日豐本線 | 上行   | 都城、宮崎方向 |
| 2    | ■日豐本線 | 下行   | 鹿兒島中央方向 |

## 歷史
- 1932年12月6日：國都東線由大隅大川原伸延至霧島神宮，並併入日豐本線內[1]，本站作為中途站開業。
- 1979年10月1日：隨著南宮崎至鹿兒島站之間引入CTC，成為無人車站。
- 1987年4月1日：隨國鐵分割民營化，車站由九州旅客鐵道（JR九州）營運。
- 1993年：

- 8月6日：受平成5年8月豪雨影響，西都城站至鹿兒島站一段停駛。
- 10月9日：隨大隅大川原站～國分站重開而復運。

- 2018年初：車站牆壁重新塗色。

## 使用狀況
在2016年度，1日平均乘車人次為4人。自2016年度起，JR九州只公佈使用人數首300個車站的人數，本站遠遠未達至公佈實質人數的門檻。
| 年度     | 1日平均 乘車人次 | 1日平均 上下車人次 |
| -------- | ---------------- | ------------------ |
| 2000     | 9                |                    |
| 2001     | 12               |                    |
| 2002     | 6                |                    |
| 2003     | 7                |                    |
| 2005     | 6                |                    |
| 2006     | 7                |                    |
| 2007     | 6                | 15                 |
| 2008     | 9                | 19                 |
| 2009     | 8                | 18                 |
| 2010     | 5                | 12                 |
| 2011     | 5                | 12                 |
| 2012     | 4                | 9                  |
| 2013     | 3                | 7                  |
| 2014     | 3                | 7                  |
| 2015     | 4                | 10                 |
| 2016     | 4                | 9                  |
| 2017以後 | （沒有紀錄）     | （沒有紀錄）       |

## 相鄰車站
九州旅客鐵道
■日豐本線
■特急「霧島」
通過
■普通列車
大隅大川原－北永野田－霧島神宮

## 外部連結
- JR九州北永野田站 （页面存档备份，存于）